# Armanenrunor

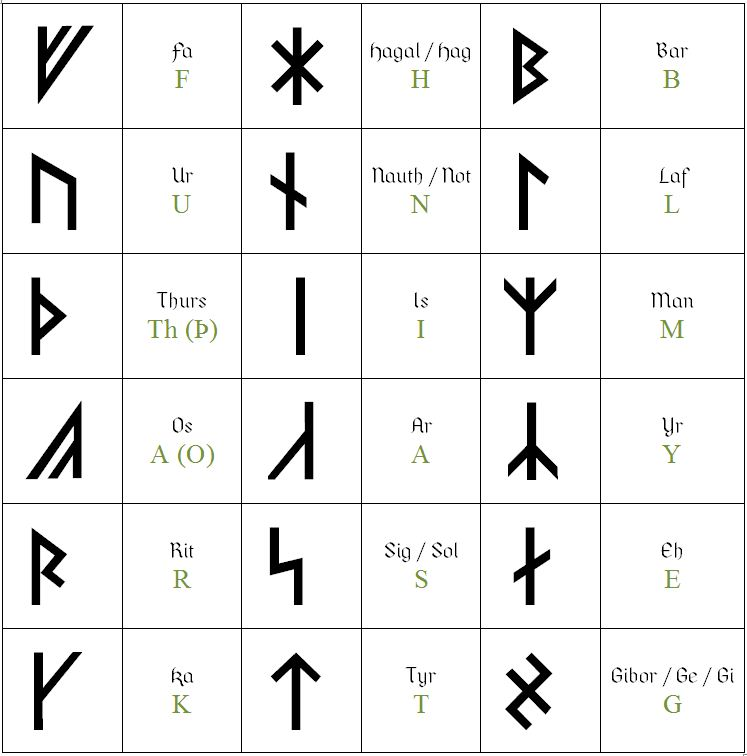
Armanenrunorna och dess transkriptioner.

Armanenrunor eller Armanenfutharken är 18 pseudo-runor uppfunna av den österrikiske mystikern och rasideologen Guido von List (1848–1919) under 1900-talets början. Runorna bygger främst på de historiska yngre runorna och användes av von List för att utveckla en sorts modern runmagi till sin rasideologi ariosofi.
Namnet syftar till att associera runorna med von Lists ariosofiska rasreligion Armanism och dito begrepp. Runorna fortsätter att användas idag inom nynazism, esoterism, nyhedendom och New Age-rörelser. När det gäller runmagi inom New Age och ockulta kretsar i ett internationellt perspektiv utövar armanenfutharken och arvet efter von List fortfarande störst inflytande.

## Armanenfutharken

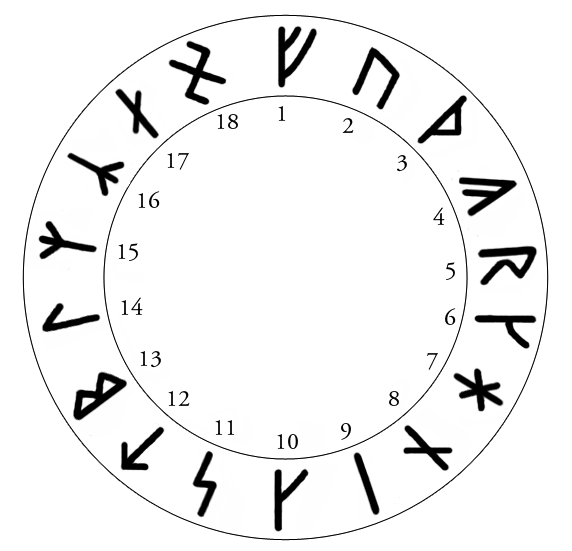
Guido von Lists 18 armanenrunor traditionellt placerade i en cirkel

Guido von Lists 18-typiga runrad är till större delen baserad på den yngre futharken, med vissa namn och ljudvärden tagna från den anglosaxiska futhorcen. Därav kallas den ibland armanenfutharken, eftersom den följer futharkernas runsekvens istället för alfabetets sekvens (ABC) eller annat. De två sista runorna, Eh och Gibor, härrör ej den yngre futharken och är tagna från de anglosaxiska Eoh och Gyfu. Bortsett från dessa runor, och en flyttad man-runa (från nummer 13 till 15), är runsekvensen identisk med den yngre futharken. Runformerna är dock ibland spegelvända:
1. Fa (överensstämmer med yngre futharkens motsvarighet)
2. Ur (överensstämmer med yngre futharkens motsvarighet)
3. Thurs (överensstämmer med yngre futharkens motsvarighet)
4. Os (en spegelvänd version av yngre futharkens Os)
5. Rit (överensstämmer med yngre futharkens motsvarighet)
6. Ka (överensstämmer med yngre futharkens motsvarighet)
7. Hagal (överensstämmer med yngre futharkens motsvarighet)
8. Nauth (överensstämmer med yngre futharkens motsvarighet)
9. Is (överensstämmer med yngre futharkens motsvarighet)
10. Ar (överensstämmer med yngre futharkens kortkvistmotsvarighet)
11. Sig (överensstämmer med yngre futharkens motsvarighet)
12. Tyr (överensstämmer med yngre futharkens motsvarighet)
13. Bar (överensstämmer med yngre futharkens motsvarighet)
14. Laf (överensstämmer med yngre futharkens motsvarighet)
15. Man (överensstämmer med yngre futharkens motsvarighet)
16. Yr (överensstämmer med yngre futharkens motsvarighet men med ljudvärdet "i")
17. Eh (namnet är taget från den anglosaxiska futhorken, runformen liknar yngre futharkens Ar)
18. Gibor (namnet liknar den anglosaxiska futhorkens Gyfu).

## Historik

### Ariosofi
Armanenrunorna uppfanns av österrikiske ockultisten och rasideologen Guido von List efter ett tillstånd av tillfällig blindhet 1902. von List hävdade att han fått en sann uppenbarelse rörande runornas hemlighet under ögonoperationen och beskrev de i hans skrift Das Geheimnis der Runen (”Runornas hemlighet”), publicerad som en tidningsartikel 1906, och som en fristående publikation 1908. De inspirerades av den historiska yngre futharken och användes av von List för att utveckla en sorts modern runmagi till sin rasideologi ariosofi.
Från 1902 och fram till sin död arbetade von List på sina armanenrunor och sitt så kallade ”Armanentum”, det vill säga en grupp av förkristna nordiska visa män som arbetade med det som kom att kallas ariosofi, en kombination av runmystik och rasistisk ockultism. Armanenrunorna fungerade mer som symboler än skrifttecken och enligt von List var också armanernas viktigaste symbol hakkorset. Detta i kombination med von Lists fascination för antisemitism skapade grogrunden för de extremt högerorienterade ockulta grupperna Thulesällskapet och Germanenorden.

### Nazism
Armanenrunor inspirerade efterföljaren Siegfried Adolf Kummer till sina idéer kring ett slags "runyoga", presenterad i Heilige Runenmacht (1932). Det är Kummers idéer som ligger till grund för många nutida runmagikers användande av armenanrunor. Kummer förstärkte bland annat von Lists rasistiska idéer och skapade en gruppering kallad ”Sammanslutningen av osynliga arier”.
Exempel på runor är sowil/sól-runan som omtolkades till en ”segerruna” (tyska: Siegrune), och som därmed blev symbol för ”striden, segern och solens kraft”. På liknande sätt har mannaz/man-runan omtolkats till ”livet och motstånd” och iwaz-runan till ”varghake”, om liggande med uppvänd högerhake, symboliserande ”iver” (tyska: Eif), om liggande med uppvänd vänsterhake, symboliserande ”offer” (tyska: Opfer). Dito har använts av bland annat SS och Svensk socialistisk samling och är det som idag samlat kallas SS-runor.
Det är troligt att Adolf Hitler fått mycket av sin nazisymbolinspiration från de ockulta grupperingarna i Wien, framförallt den "Kosmiska kretsen" kring antisemiten och ockultisten Alfred Schuler, som i München lanserade svastikan för Hitler.

### Nynazism
Guido von Lists ariosofi och armanenrunor överlevde Andra världskriget och har visat sig populära inom nynazistiska ockultistiska grupper, och även hos Adolf Schleipfers Armanenorden 1976 och Jürgen Riegers Artgemeinschaft. Vissa andra nutida teoretiker, som Savitri Devi, Miguel Serrano och Karl Wiligut rubriceras ibland som ariosofiker.
Ett svenskt exempel på överlevande ariosofi med runmagi är boken Nordisk magi av Karl Gungner (pseudonym för Åke Bylund) där det bland annat talas om utomjordiska arier – tankar som är besläktade med von Lists efterföljare, den nazistiske tänkaren Jörg Lanz von Liebenfels böcker.

### Icke-nazistisk ockultism och New Age
Armanenrunorna genomgick också en reningsprocess efter andra världskriget, som gjorde att de kunde användas även av icke-nazistiska ockultister och New Age-grupperingar. Framför allt var Karl Spiesberger engagerad med att reformera runsystemet och rensa det från rasistiska drag av typen von List och Kummer. Spiesberger placerade hela runsystemet i ett "pansofiskt" eller "ecklesiastisk" kontext för att rädda det. På senare tid har Karl Hans Welz, Stephen E. Flowers, Adolf Schleipfer, Larry E. Camp och Victor Ordell L. Kasen fortsatt arbetet med att försöka lösgöra armanenrunorna från varje konnotation till rasism, antisemitism och de tänkare som faktiskt uppfann armanenrunorna.
När det gäller runmagi inom new age och ockulta kretsar i ett internationellt perspektiv utövar armanenrunorna och arvet efter von List fortfarande störst inflytande.[källa behövs]